# Antonio José Martínez Palacios
Antonio José Martínez Palacios (12 de desembre del 1902- 11 d'octubre del 1936) va ser un compositor espanyol de la Generació del 27.
Es conserva una cita de Maurice Ravel que creia que Palacios esdevindria "el compositor espanyol del nostre segle", tanmateix, la seva música va ser oblidada fins al 1980. Recentment s'han recuperat i publicat algunes de les seves obres.
Va ser afusellat pels colpistes al principi de la Guerra Civil Espanyola i enterrat en una fossa comuna a Estépar.

## Biografia
Infància
Antonio José va néixer a Burgos el 12 de desembre de l'any 1902. El seu pare, Rafael Martínez Calvo, era mestre artesà confiter afiliat al Cercle Catòlic d'Obrers de Burgos (Caja Círculo); la seva mare, Ángela Palacios Berzosa, era filla d'una família d'agricultors d'Ibeas de Juarros, localitat propera a la ciutat de Burgos.
Formació musical i composicions
Des de petit va mostrar inclinació per la música. El 1909, sense complir encara els set anys, va iniciar els seus estudis a les Escoles de Sant Llorenç. Els seus primers passos musicals els va fer amb els mestres Julián García Blanco i José María Beobide. Amb tot just tretze anys, el 1915, va compondre Caçadors de Chiclana i el 1920, becat per la Diputació Provincial de Burgos, va marxar a Madrid per ampliar estudis musicals. Va coincidir en aquesta ciutat amb el mestre Jacinto Guerrero. Alumne aplicat, va compondre el 1921 Sonata castellana, obra per a piano que seria la base de la seva posterior Simfonia castellana (1923). També d'aquell mateix any, 1921, és la seva obra Poemas de joventut que va valdre un primer premi en un concurs i va ser publicada dos anys més tard. A Madrid va entaular amistat amb músics i personatges importants de la cultura del moment, com el també burgalès Regino Sainz de la Maza o Federico García Lorca, entre d'altres. La seva obra començava a ser coneguda i a gaudir d'un cert prestigi.
Amb només 22 anys va compondre l'òpera Minatchi, datada a Madrid el juny del 1925, però no es va arribar a estrenar, però malgrat tot va ser traduïda a l'anglès. Segons les investigacions dutes a terme pel director d'orquestra Javier Castro, el llibret presenta llacunes en el desenvolupament, i se suposa que contenia parts no cantades, que de moment es desconeixen. El llibretista va ser el capellà jesuïta Gaspar González Pintado, natural de Fuentecén, que va col·laborar amb Antonio José en altres composicions de tema religiós, arribant a ser la seva poeta de capçalera. L'obra, que està ambientada a l'Índia, explica la història d'una princesa índia que s'acaba convertint al cristianisme. El traductor a l'anglès va ser Cornelius E. Byrne, del qual segons les investigacions dutes a terme per Castro, va estar residint un any al monestir de San Salvador de Oña. L'obra va ser composta per a col·legis i congregacions, segons figura al mateix manuscrit de l'obra.
El 1924 va començar la composició de Danza de bufones i les seves Danzas burgalesas. Del 1925 al 1929 va impartir classes al col·legi Sant Estanislau de Màlaga, cosa que li va permetre continuar component. Escriu allà Danza burgalesa núm. 4. El 1927, amb Sonata gallega, va guanyar un altre premi i va continuar publicant més obres; entre elles, Evocaciones en la prestigiosa Unió Musical Espanyola. Becat per l'Ajuntament de Burgos, va cursar estudis a París durant dos estius (1925 i 1926). Va iniciar la composició de la seva òpera El mozo de mulas, argument basat en alguns capítols del Quixot, a partir del llibret del músic bañezà Manuel Fernández Núñez.
El 1929, de tornada a Burgos, es va fer càrrec de l'Orfeó burgalès, en què va tenir com a alumne Justo del Río, i de l'Escola Municipal de Música. Amb Justo del Río iniciaria una sèrie de viatges, per ells mateixos qualificats de «científics», a la recerca de temes folklòrics i populars. D'aquesta etapa és el conegut Himno a Castilla que encara se segueix interpretant. Va promoure la carrera musical d'Àngel Juan Quesada, que va ser subdirector de l'Orfeó Burgalés (i el director a partir del 1949). Antonio José va ser un dels col·laboradors de la revista Parábola, d'Eduardo de Ontañón.
Fruit de la seva tasca de recerca va ser la Col·lecció de cants populars burgalesos que va aparèixer el 1932, guardonada amb el Premi Nacional de Música d'aquell mateix any. El 1933 aquest premi va ser aconseguit pel músic, intèrpret i també folklorista Agapito Marazuela pel seu Cancionero de Castilla la Vieja.
El 1934 l'Orquestra Simfònica d'Enrique Fernández Arbós va estrenar a Madrid Preludio i Danza Popular, dos fragments de l'òpera El mozo de mulas. L'òpera s'estrenaria completa a Burgos el diumenge 12 de novembre del 2017. Completava la seva activitat musical impartint conferències, publicant articles i dirigint concerts. L'abril del 1936, va ser convidat al Congrés que organitza la Societat Internacional de Musicologia a Barcelona. Allí va presentar una brillant ponència sobre la cançó popular burgalesa, rebuda amb grans elogis pels il·lustres assistents. Antonio José comptava ja amb un gran prestigi internacional. La seva música per a guitarra Romancillo infantil i Sonata (1933) són obres escrites atenent les peticions del guitarrista burgalès Regino Sáinz de la Maza, de qui era amic des de 1924 i a qui estan dedicades.

## Detenció, presó i afusellament a Estepar
L'èxit de la revolta militar i cop d'Estat del 18 de juliol de 1936 va ser immediat a la ciutat de Burgos, ja que a la matinada del 19 de juliol van sortir les forces militars de les casernes, armant-se també als falangistes, que van començar a realitzar les detencions, saques i execucions.
Antonio José va ser detingut el 6 d'agost al seu domicili per un grup de falangistes armats i traslladat a la Presó Central de Burgos.
Les raons que es proposen per empresonar-les són diverses: enveges per la seva tasca i reconeixement, malestar als estaments religiosos i caciquils de la ciutat que no van aconseguir captar-lo i, essencialment, per la necessitat del feixisme d'eliminar les figures de l'avantguarda cultural. En aquest sentit, eren conegudes la seva participació en diversos cursos i conferències de l'Ateneu Popular i les seves col·laboracions a la revista Burgos gràfic (on només s'ocupava d'assumptes musicals o literaris), especialment odiada pels sectors més clericals i reaccionaris de la ciutat, sobretot arran d'un famós editorial de l'any 1935 en què es criticava les autoritats eclesiàstiques locals per la seva actitud d'empara i encobriment cap a un sacerdot que havia abusat de diverses nenes a Estépar. Davant l'absència de delictes es van fer gestions davant del governador militar de Burgos per al seu alliberament que van resultar infructuoses.
La nit del 8 al 9 d'octubre del 1936 es va produir la saca d'una llista de 24 presos entre els quals hi havia el nom d'Antonio José Martínez. El músic va sol·licitar ser emmanillat amb un noi, «gairebé un nen», que treballava com a aprenent a la impremta on es feia Burgos gràfic, i el va reforçar en aquests últims moments. Van ser traslladats, executats amb fusell i llançats a una de les fosses comunes d'Estépar, localitat a uns vint quilòmetres de la capital burgalesa. El dia 12 és executat Julio, germà d'Antonio José, militant de la UGT i mestre d'escola.
El músic Antonio de la Fuente ha proposat l'arriscada hipòtesi que el compositor burgalès va poder ser ajudat a fugir, salvant-se de ser assassinat a Estépar ja que, proposa, no se n'ha identificat el cadàver entre les restes de les fosses d'Estepar.

## Prohibició de la seva música
El 24 de maig del 1938 es va prohibir la interpretació de les composicions d'Antonio José. Al programa d'un concert de la Societat Coral Burgalesa al Teatre Principal el dia 25 s'interpretaria Ay, amante mio, davant la qual cosa el Comissari en Cap, Modesto Baquero, per ordre del Delegat de l'Ordre Públic de Burgos, va comunicar la prohibició de la interpretació de la peça esmentada.
Reivindicació de la figura
En els darrers anys del franquisme va començar a poc a poc la rehabilitació de la figura i l'obra d'Antonio José Martínez Palacios que havia estat sepultada.
1971 - Reivindicació a la revista Triunfo
El 1971, l'escriptor burgalès Santiago Rodríguez Santerbás dedica un article reivindicatiu de la figura d'Antonio José a la revista Triumfo (25 de desembre de 1971), en què cita uns elogis de Ravel a Antonio José.
2011 - Personatge de ficció d'Óscar Esquivias
L'escriptor burgalès Óscar Esquivias converteix Antonio José un dels personatges principals de la novel·la "Inquietud en el Paraiso" (2011).
2017 - Estrena de l'òpera El mozo de mulas
El 2017 es va estrenar a Burgos l'òpera inacabada El mozo de mulas completada pel músic i compositor Alejandro Yagüe mort l'agost del 2017.
2018 - Documental Antonio José. Pavana triste
Durant el 2016 i el 2017 es va rodar el documental "Antonio José. Pavana triste" dirigit per Gregorio Méndez i produït per Sergi Gras sobre la vida del compositor burgalès. El documental traça un paral·lelisme entre el transcurs vital i creatiu d'Antonio José, membre gairebé oblidat de la generació musical del 27 i assassinat al començament de la guerra civil, i Espanya social i política del primer terç del segle xx.
2021 - Estrena de fragments de Minatchi
Amb motiu de l'homenatge dut a terme a Burgos, amb motiu del 85è aniversari de l'afusellament, el 12 d'octubre es van estrenar al Teatre Principal i pel cor Ars Nova, dirigit per Javier Castro, algunes peces de l'òpera Minatchi.

## Premis i honors
1932 - Colección de cantos populares burgaleses, Tercer premi ex aequo al Concurs Nacional de Música convocat pel Ministeri d'Instrucció Pública i Belles Arts l'1 de juny de 1932. Resultat publicat al n.º 347 de la Gazeta de Madrid el 12 /12/1932. Sorprenentment el primer premi va quedar desert i el segon premi va ser per al Cancionero d'Agapito Marazuela.

## Obra
Composicions musicals
- Cazadores de Chiclana (1915)
- Sonata castellana (1921)
- Poemas de juventud (1921)
- Sinfonía castellana: una de ses obres més importants. Consta de quatre moviments: «El campo», «Paisaje al atardecer», «Nocturno» i «Danza Burgalesa».
- Minatchi (1925) òpera de temàtica religiosa ambientada en la India.
- Himno a Castilla (1929)
- Danzas burgalesas
- El mozo de mulas: completada per Alejandro Yagüe i convertida en format de conciert, fou estrenada finalment el 12 de novembre de 2017 en el MEH per l'Orquesta Sinfónica de Burgos.[21]
- Evocaciones
- Suite Ingenua para piano y cuerdas
- Marcha para soldados de plomo
- Sonata para guitarra (1933)
- Romancillo Infantil per a guitarra
- Sonata Gallega (1926) per a piano.[22]

Escrits i articles
- Amaya. 17 de maig de 1923. Inèdit fins 2002.[23]
- «¡El maestro Bretón ha muerto!». El Castellano (Burgos): 1. 4 de desembre de 1923.
- «Apunte inútil». Diario de Burgos (Burgos): 1. 8 d'octubre de 1925.
- «Una escuela». Diario de Burgos (Burgos): 1. 17 de desembre de 1925.
- «Un nuevo instrumento musical». Diario de Burgos (Burgo]): 1. 12 d'agost de 1926.
- «El arte de dirigir». Diario de Burgos (Burgos): 1. 14 d'agost de 1926.
- «Boris Godounov». Diario de Burgos (Burgos): 1. 18 d'agost de 1926.
- «Carta al "señor José"». Diario de Burgos (Burgos): 1. 27 de novembre de 1926.
- «De arte y de artistas». Diario de Burgos (Burgos): 1. 4 de novembre de 1927.
- «Una de tantas opiniones: la mía». Diario de Burgos (Burgos): 1. 25 de setembre de 1927. Publicat en 1927 amb algunes modificacions:
- «Discrepancias estético-musicales». La Unión Mercantil (Málaga), 15-12-1927 pp. 1-2; 21-12-1927, pp. 1.
- «De la vida musical». Diario de Burgos (Burgos): 1. 25 de maig de 1928.
- «Ravel, el público y la crítica». Diario de Burgos (Burgos): 1. 27 de novembre de 1928.
- «Orfeón Burgalés». Diario de Burgos (Burgos): 1. 2 d'abril de 1929.
- Sobre la vida, 1929, la cultura, cultura ética, deporte, amor, trabajo, España y política. 1929. Inèdit fins 2002.[23]
- «Bibliografía sacro-musical». Diario de Burgos (Burgos): 1. 4 de abril de 1930.
- «La exposición de Saturnino Calvo. Nota de advertencia y apreciación». Diario de Burgos (Burgos): 1. 28 de juny de 1930.
- També «"La remuneración del espíritu"». El Faro de Vigo (Vigo). 11 de 1931. També fou publicat en Ritmo (Madrid) (45): 9-10. 1931.
- «Carta-invitación al homenaje a Salinas y Cabezón, organizado por la Tertulia del Ciprés». Diario de Burgos (Burgos): 1. 21 d'juny de 1934.
- «Tema de jota». Diario de Burgos (Burgos): 1. 30 de gener de 1929. També publicat amb algunes variants en «Tema de jota». Musicografía (Monóvar) (10): 28-30. 1934.
- «Variación sobre un tema de jota». Diario de Burgos (Burgos): 1. 31 de gener de 1929. També publicat amb algunes variants en «Variación sobre un tema de jota». Musicografía (Monóvar) (11): 54-56. 1934.
- «¡A la coda!». Musicografía (Monóvar) (30): 220-221. 1935. Publicat també al Burgos gráfico (Burgos) (1): 4. 1935.
- «Impromptu». Burgos gráfico (Burgos) (2): 6. 1935.
- «Coplas sefardíes». Boletín de la Comisión Provincial de Monumentos Históricos y Artísticos de Burgos (Burgos) (42): 413-418. 1933. Publicà una segona versiò al Burgos gráfico (Burgos) (3). 1935.
- «La gratitud de Antonio José». Diario de Burgos (Burgos): 1. 19 de maig de 1936.

## Discografia
- Preludio; Suite ingenua; Evocaciones; Sinfonía castellana. Orquesta Nacional de España, director: Jesús López Cobos. Caja de Ahorros Provincial de Zamora, 1986 (Colección de autores e intérpretes zamoranos)
- Coro de RTVE. Director: Marcos Vega: Antonio José, integral de su música para coro. RTVE-Música, 1997
- Coro de RTVE. Director: Mariano Alfonso: Antonio José, obra coral. Ayuntamiento de Burgos, col. Música e imagen, 2003.
- Sinfonía castellana, Evocaciones, El mozo de mulas, Spanish Classics, Orquesta Sinfónica de Castilla y León, director: Alejandro Posada, Naxos 2003.
- Sonata para Guitarra. Intérprete: José Antonio Escobar Olivos (CHILE). Certamen Internacional de Guitarra Clàssica Julián Arcas. Sello RTVE-Música 2005
- Integrales para guitarra. Romancillo infantil y Sonata. Juan José Sáenz (guitarra). Tañidos, Several Records, 1994.
- Improvisación para órgano y Elegía: Oh Jesús agonizante. Esteban Elizondo Iriarte (órgano) y Arantza Ezenarro (soprano). en José María Beobide y su discípulo Antonio José: obras para órgano, Aeolus Records, 2006.
- Obra para piano. Sonata gallega, Poema de la juventud, Evocaciones, Tres Danzas burgalesas, Marcha para soldados de plomo. José Luis Bernaldo de Quirós (piano). Piccolo PCES0211. Burgos: Instituto Municipal de Cultura, 2002.
- Música tradicional castellana. El cancionero burgalés. Homenaje a Antonio José, del Grupo musical Orégano de Burgos. Guimbarda DD-22043/44, 1981.
- [Paisaje de atardecer. Sonatas de Antonio José]. Idoia Colás (Piano) & Antonio de la Fuente (Guitarra), Granada: Arcomúsica - IMC Ayto. Burgos, 2011.
- Antonio José. El Canto del dolor. Obras para piano recuperadas por Carlos Goicoechea. Publicaciones de la Excma. Diputación Provincial de Burgos, Instituto Municipal de Cultura del Ayuntamiento de Burgos y Obra Social Caja de Burgos, 2012.
- [Minatchi. Canciones de Antonio José]. Miriam Zubieta (Soprano) & César Vallejo (Piano), Granada: Arcomúsica - IMC Ayto. Burgos, 2014.
- Antonio José, El mozo de mulas. Orquesta Sinfónica de Burgos. Francisco Corujo (tenor), Alicia Amo (soprano), Coro de la Federación Coral Burgalesa. Director: Javier Castro- Fundación Caja de Burgos, 2017.

## Documental
- Documental de 93 minuts, dirigit per Gregorio Méndez i produït per Sergi Gras.[18]